# 相対年齢効果
相対年齢効果（そうたいねんれいこうか、英語: Relative Age Effect, RAE）とは、同一の学年に属する児童・生徒の間で、それぞれの誕生日（出生時期）の違いによって生じる身体的・精神的な発達の差が、学力や運動能力などに影響を与える現象のことである。「相対的年齢効果」ともいう。

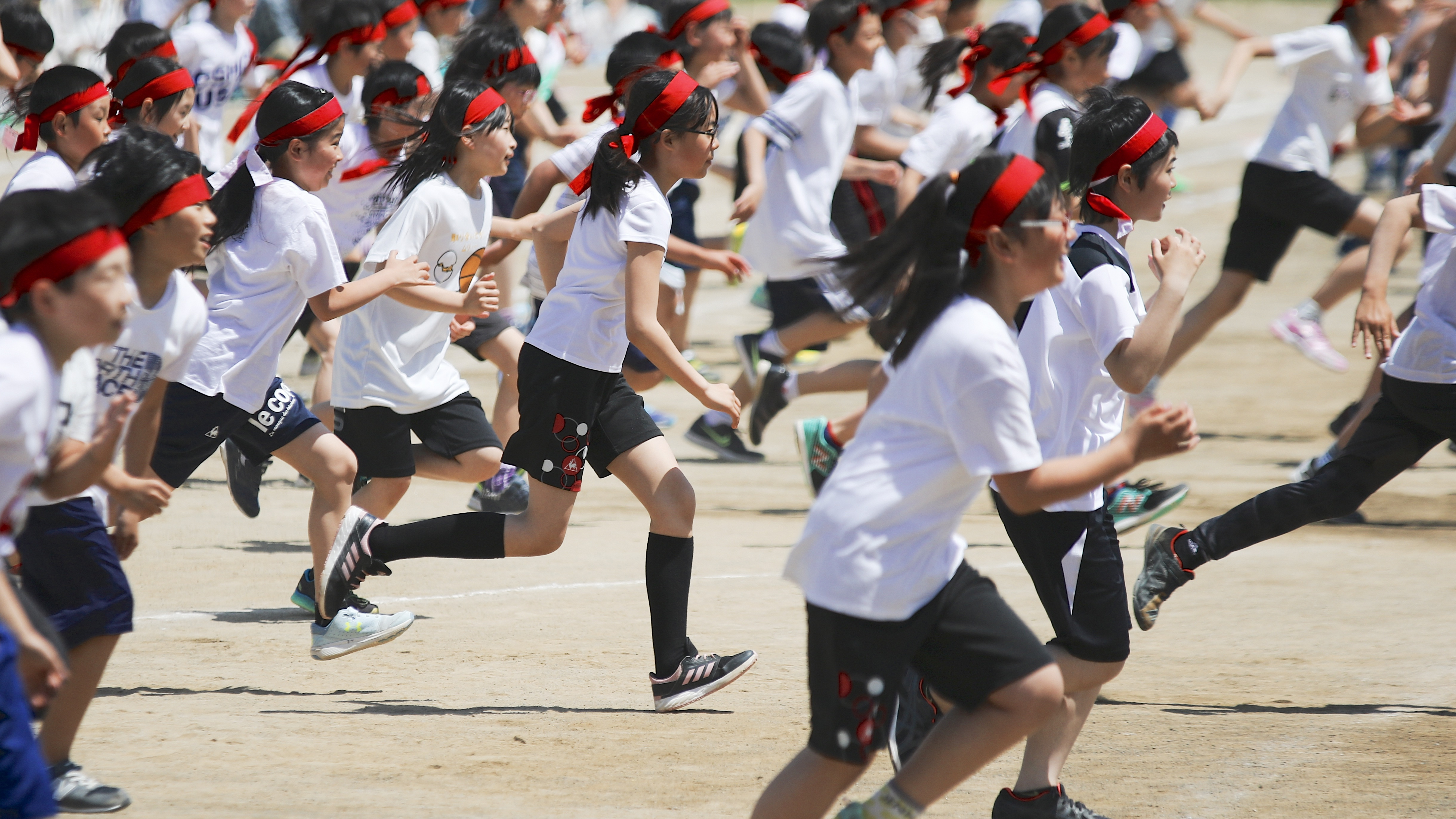
幼少期には数ヶ月の誕生日の差が同学年との競争において重大な意味を持つ

## 概要
世界中のほとんどの国の公教育では学年制が採用されており、同じ年齢の子どもは同じ学年に属することとなるが、学年は通常1年を単位として区切られるため、同学年の子どもの誕生日は最大で364日（両者の誕生日の間に閏日（うるう日）が含まれる場合は365日）異なり、数字上は同じ年齢ではあっても実質的にはほぼ1年の年齢差が生じる。
また、1年単位ではなく1日単位で年齢をとらえる場合、幼少期の子どもは同学年であっても誕生日の違いによって相当の年齢差が存在する。例えば、6歳児では誕生日によって最大で約17%の年齢差があり、これは12歳と14歳の年齢差に相当するといえる。こうした1日単位もしくは1ヶ月単位の年齢差を「相対年齢」もしくは「相対的年齢」という。
相対年齢の差は心身が未成熟で成長途上にある幼少期の子どもにとっては無視できない重大なものであり、同学年においても誕生日の違いによって発達の度合いに大きな差が生まれる。中でも、同学年において最も若い者のことを「早生まれ」という。
早生まれの子どもはそうでない子どもに比べて相対年齢上、最も発達が遅れているが、それにもかかわらず、学校生活や社会生活の多くの場面において、他の同学年の子どもと同じ水準の学習や運動、対人関係などを要求されるとともに、同じ土俵での競争を強いられる。このような不利な環境での学校生活・社会生活が、学力や運動能力、スポーツの競技成績、果ては健康問題や将来の所得・収入に至るまで、さまざまな面において早生まれの子どもに悪影響をもたらすことが知られており、こうした現象のことを「相対年齢効果」もしくは「相対的年齢効果」という。
相対年齢効果は、社会学、教育学、発達心理学、スポーツ科学などの分野では国際的にも学術的な研究の対象となっており、相対年齢効果が多くの国において統計上有意に存在することが既に多数の研究によって示されている。
幼少期においては相対年齢の違いが大きな差となるが、大人になるにつれ、そうしたレベルの年齢差は比較的ウェイトの小さなものとなっていくことから、従来は相対年齢効果は幼少期のみの問題であり大人には関係がないと考えられていたが、近年の研究では、大人になってからも相対年齢効果は持続していくものであるということが明らかになっている。
これは、幼少期に他の同学年の子どもと比べて低いパフォーマンスしか発揮できず成功体験を積む機会も少ないことから、親や教師などの周囲の人からの評価や自己評価によって自信喪失や学習性無力感などにつながるなど基礎的な人格形成に重大な悪影響を与え、大人になって相対年齢による発達の差がなくなってからも、効果が残り続けることが主な要因であると推測される。

## 切り替え日
子どもの学年は、ある特定の日を基準とし、その日以前に生まれた子どもとその日以後に生まれた子どもを前後に振り分けることになる。この学年の振り分けに当たっての基準となる日を「切り替え日」（cut-off date）という。
切り替え日は国や地域によって異なり、例えば、日本では4月2日が切り替え日に当たり、4月2日から翌年4月1日にかけて生まれた子どもが同一の学年に属することとなる。世界的には学年を夏始まりもしくは秋始まりとする国が多いので、8月頃や9月頃が切り替え日となるケースが多いが、年末年始（1月1日など）を切り替え日とする国などもあり、国や地域によって種々様々である。
なお、日本の場合は学校の新学年が始まる時期も切り替え日も双方4月であり、新学年が始まる時期と切り替え日がほぼ一致しているが、諸外国では両者が必ずしも一致するとは限らない。例えば、フランスでは新学年は9月から始まるが、切り替え日は1月1日であり、1月1日から12月31日に生まれた子どもが同一の学年に属する。
スポーツの競技団体などは学生の選手選抜や大会出場資格などに当たり公教育とは異なる独自の切り替え日を設定していることがある。
どの誕生日の子どもが「早生まれ」であるかは、各国の切り替え日によって決まるため、この違いは非常に重要である。一般には、次の切り替え日の直前3ヶ月間に生まれた子どもが早生まれと呼ばれることとなる。例えば、日本では切り替え日が4月2日なので、1月1日頃から4月1日にかけて生まれた子どもが早生まれとなるが、切り替え日が9月1日の国の場合は、6月1日頃から8月31日にかけて生まれた子どもが早生まれとなる。
切り替え日が変わると「早生まれ」と呼ばれる誕生日の範囲も変わるため、切り替え日の変更は相対年齢効果にとって重要な意味をもつ。オーストラリアでは、1988年に国際サッカー連盟（FIFA）の要請を受け、サッカーにおける競技上の切り替え日を従来の1月1日から8月1日に変更した。その結果、変更前は、従来の切り替え日の下で最も相対年齢の高い1月生まれから3月生まれのプロサッカー選手が多かったのに対して、変更後は、変更後の切り替え日の下で最も相対年齢の高い8月生まれから10月生まれのプロサッカー選手が多くなった。

## 学力に対する影響
早生まれとそうでない子どもの学力や学業成績に統計上有意に差があることは多くの国の研究で実証されている。
例えば、2006年に米カリフォルニア大学サンタバーバラ校の学者が行なった研究によると、1995年と1999年に実施された国際数学・理科教育調査（TIMSS）に参加した各国の小学4年生と中学2年生の算数・数学と理科における学業成績を分析した結果、文化や言語、教育制度が異なるさまざまな国において相対年齢効果が見られ、小学4年生と中学2年生の双方において、相対年齢が高い者ほど優秀な学業成績を収め、相対年齢が低い者ほど学業成績が低い傾向にあることがわかったという。
同調査には日本も参加していたが、こうした傾向は日本においても同様であり、2007年に一橋大学の川口大司らが行なった研究では、2003年に実施されたOECD生徒の学習到達度調査（PISA）における日本の高校1年生の数学、理科、読解力に関する学業成績について相対年齢効果の存在が確認された。
また、2020年に東京大学大学院教授の山口慎太郎が埼玉県の自治体のデータを用いて行なった研究では、3月生まれの子どもは4月生まれの子どもに比べて、入学する高校の偏差値が4.5も下回っていたことがわかった。
こうした学業成績における相対年齢効果には男女差が見られる場合があり、日本の研究では男子により強い相対年齢効果が見られた。
相対年齢の違いは年をとるにつれ比較的ウェイトの小さなものとなっていくため、一般に、相対年齢効果は学年を上がるにつれ弱まっていく。そのため、相対年齢効果は主に義務教育期間のみの問題であるとの考えが一般的であったが、2002年に実施された総務省の就業構造基本調査のデータを用いた分析では、早生まれとそうでない者とでは4年制大学の卒業率が男女ともに統計上有意に異なることが発見され、相対年齢効果が小学生や中学生だけの問題ではなく、従来考えられていたよりも持続的なものであり、大学進学や最終学歴にまで影響を及ぼすことが示唆された。諸外国においても、米国やカナダの大学進学にかかわるテストにおいて相対年齢効果が見られ、相対年齢効果が大学進学や最終学歴にまで影響を及ぼすおそれが指摘されている。
イギリスでは相対年齢効果が社会問題となっており、同国のシンクタンクである財政研究所（Institute for Fiscal Studies）が2011年に行なった報告によると、イギリスにおいて最も早生まれである8月生まれの生徒は最も相対年齢に差がある9月生まれの生徒に比べて、イギリスの生徒が16歳で受験する全国統一の試験であるGCSE（中等教育修了一般資格）の成績が、男子では約12%、女子では約9%低かった。また、8月生まれの生徒がトップクラスの大学に進学する確率は9月生まれの生徒に比べて約20%低かった。

## 運動・スポーツに対する影響
相対年齢の違いは幼少期においては身体の発達の違いに直結するため、運動能力や体力の面においても相対年齢効果は見られる。日本の小学1年生から6年生までの新体力テストの結果を分析した研究によれば、男女ともに全ての学年で統計上有意に相対年齢効果が確認された。また、運動能力や体力そのものだけではなく、運動を楽しいと思うかどうかや運動に対する意識においても相対年齢効果が生じる。早生まれの子どもは、他の同学年の子どもと比べて身体的発達が遅れ、また、通常そのような事実が体育の授業では考慮されないため、早期に劣等感を抱くことになり、運動嫌いになりやすい。

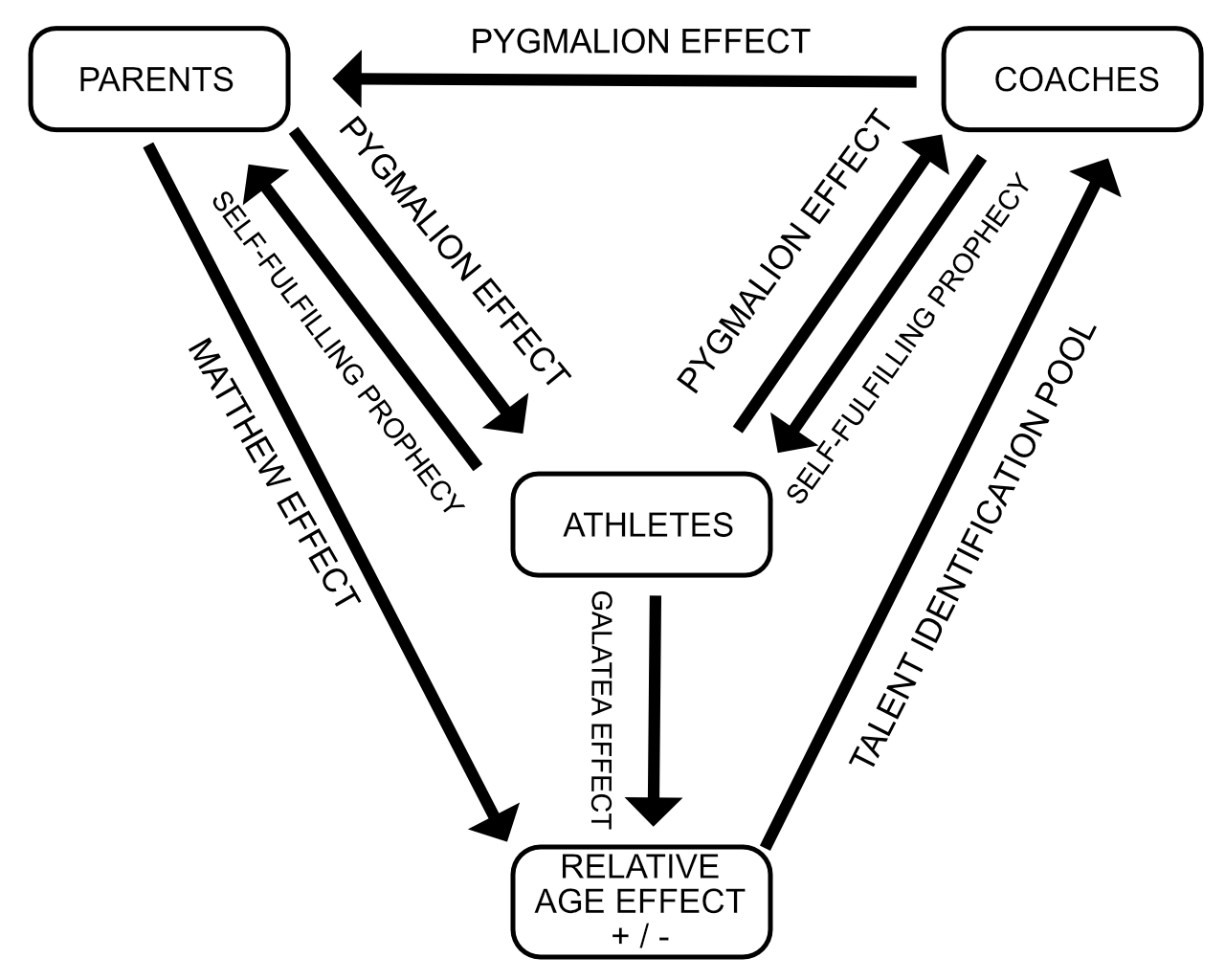
スポーツ分野において相対年齢効果が生じるメカニズムを説明するためにクイーンズ大学のDavid J. Hancockが2013年に提案した理論モデル

こうした運動能力などにおける相対年齢効果は、スポーツ分野における競技成績やプロスポーツ選手の誕生月ごとの分布にも波及し、スポーツ分野の相対年齢効果に関する研究は特に盛んに行われている。その結果、スポーツ分野においては相対年齢効果が世界的に存在することや競技人口が多いスポーツほどその傾向が強いことがわかっている。
スポーツの制度や人気は国によって異なるため、相対年齢効果の有無や現れ方も国によって異なり、また、研究によっては相対年齢効果の有無について異なる結果を示すものもあるが、各国の研究では、これまでに、サッカー、野球、バスケットボール、バレーボール、テニス、陸上競技、アイスホッケー、ラグビー、クリケット、ハンドボール、柔道、大相撲、競泳、ウィンタースポーツなどの競技で相対年齢効果の存在が報告されたことがある。特に、サッカーや野球は、多くの国において、プロサッカー選手やプロ野球選手の誕生月ごとの分布に偏りがあり、早生まれのプロ選手が統計上有意に少ない。日本においても、2016年に発表された研究によると、最も相対年齢の高い者と最も相対年齢の低い者とでは、プロサッカー選手になれる確率が9.0%、プロ野球選手になれる確率が7.7%異なる。
ただし、全ての競技に相対年齢効果が見られるわけではなく、相対年齢効果が見られない競技や種目もある。それどころか、卓球、体操競技、フィギュアスケート、競馬などの一部の競技においては、むしろ早生まれの選手の方が有利であるという「逆転現象」が見られることがある。例えば、2011年1月の時点において、日本中央競馬会（JRA）の騎手免許を取得していた日本人の男性騎手は、相対年齢が低い者ほど統計上有意に割合が多く、最も多かったのは3月生まれの騎手で、最も少なかったのは4月生まれの騎手であった。これは騎手には体重制限があり、小柄なことが求められるという競技上の特殊な事情も関係していると推測される。
こうしたスポーツ分野における相対年齢効果には男女差が見られることがある。男子と女子では身体的・生物学的な発達が異なることがその原因であるとも推測される。一般に、男子の方が女子よりも強く相対年齢効果が見られる。
大人になるにつれ相対年齢効果が消失する可能性もあるが、早生まれの子どもは幼少期に不利な環境での競争を強いられるため、成功体験を積みにくく、スポーツに対するモチベーションが低下しやすい。したがって、スポーツを始めても早くからドロップアウトし、競技を止める傾向にあり、本来才能のある早生まれの選手が埋もれてしまうことで、スポーツ界の損失にもつながりかねないという指摘もある。

## 健康に対する影響
早生まれの子どもは、ADHD（注意欠陥・多動性障害）と診断される確率が統計上有意に高いことが一部の国の研究で報告されている。
例えば、2012年に発表されたカナダのブリティッシュコロンビア州における調査によると、6歳から12歳の児童において、12月生まれの子どもは1月生まれの子どもよりも、男子では約30%、女子では約70%、ADHDと診断される確率が高かった。（カナダのブリティッシュコロンビア州では切り替え日が1月1日であるため、12月生まれが最も早生まれとなる。）2018年に米ハーバード大学の学者らが行った研究では、米国の一部の州においては、現地において最も早生まれである8月生まれの子どもは9月生まれの子どもに比べてADHDと診断される確率が34%も高いことを発見した。こうした傾向は他の国でも見られる。
早生まれの子どもは相対年齢上、他の同学年の子どもに比べて発達が遅れており、それゆえに集中力や注意力が欠如しているなど見かけ上ADHDに似た言動を示すことがある。早生まれの子どもがADHDと診断される確率が高いのは、そうした相対年齢による発達の度合いの違いを医師が考慮していないことによる「誤診」や「過剰診断」が主な原因であると推測されている。
早生まれの子どもがADHDと誤診されると誤った教育的対応が行われる危険性がある。ADHDの治療に使用される医薬品を処方される場合には、薬の副作用や薬物依存などによる長期的な健康リスクを伴うおそれもある。
また、早生まれは、他の同学年の子どもよりも相対年齢上発達が遅れており、劣等感や敗北感などのネガティブな感情を抱える機会が多く、自尊心や自己肯定感が育ちにくいことから、精神衛生上重大な悪影響が生じ、自殺リスクを増大させるおそれがあるとの指摘もある。
2015年に日本の大阪大学大学院准教授の松林哲也らが行った研究では、4月2日の前後7日間に生まれた者を比較すると、最も相対年齢が低い者は最も相対年齢が高い者に比べて、15歳から25歳までの青年期に自殺する確率が約30%高いことがわかった。1999年に行われた研究によると、カナダのアルバータ州でも、未成年者の自殺は相対年齢の低い者に多かった。
そのほか、イギリスの財政研究所（Institution for Fiscal Studies）が行なった調査では、早生まれの子どもは、他の同学年の子どもに比べて発達が遅れることから、いじめに逢いやすく、タバコやドラッグなどの非行に走る確率も高く、人生観に対する影響もあるという。

## 将来の所得・収入に対する影響
相対年齢効果が大学進学や最終学歴にまで影響を及ぼすおそれがあることから、その後の就職先や所得格差にも影響が出ている可能性がある。
2002年に実施された総務省の就業構造基本調査を用いた日本の研究では、1月から3月に生まれた早生まれは、4月から6月に生まれた者よりも、30歳から34歳における時間当たりの賃金が3.9%下回っていたことがわかった。また、2012年に行われた研究によると、米国のS&P 500に選出されている企業のCEO（最高経営責任者）には多くの州において最も早生まれである6月生まれと7月生まれが統計上有意に少ない。

## その他の影響・問題
相対年齢効果は、感性、やる気といった精神面やリーダーシップなどの非認知能力においても見られる。
また、相対年齢効果はあくまで身体的・精神的な発達の差によりもたらされる影響のことをいうため、厳密には相対年齢効果の問題ではないが、日本ではさらに社会制度上の理由から早生まれの子どもが不利益を被る場面がある。
未成年者は法律上の理由から社会生活のさまざまな場面で親や保護者の同意が必要となるが、成年となるのは18歳の誕生日の前日を基準とするので、場合によっては、同学年の中で誕生日による格差が生じかねない。同様に、運転免許の取得、選挙権、飲酒、喫煙などが認められる時期も誕生日の前日を基準とするので、同学年の中で誕生日による格差が生じる場合がある。
例えば、普通自動車の仮免許を取得できるのは18歳に達してからなので、校則や経済状況などにもよるが、一般の高校生が在学中に普通自動車の運転免許を取得することが可能であるのに対して、3月半ば以降が誕生日である生徒が在学中に普通自動車の運転免許を取得することは事実上困難である。4月1日生まれの生徒に至っては、（留年のない限り）高校卒業時に初めて18歳になるため、在学中に取得することは制度上絶対に不可能である。特に、高卒で就職をする場合には、一般の高校生が3年生の冬休みや春休みなどを活用し、入社前に余裕をもって普通自動車の運転免許を取得することが可能である一方で、4月1日生まれの生徒などは入社後に働きながら自動車教習所に通わなければ普通自動車の運転免許を取得することができないという格差が生じる。
さらに、早生まれの子ども本人だけでなく、その親や保護者が社会制度上の理由から不利な立場に置かれることがある。例えば、労働基準法では産後8週間は母親の就業が禁止されているため、多くの保育園の0歳児クラスは生後57日以降の乳幼児しか対象としておらず、2月4日以降に生まれた子どもは4月からの0歳児クラスに入ることはできない。また、翌年以降の1歳児クラスでは、0歳児クラスからそのまま繰り上がる園児が多いため、特に都市部では、新規に入園するには倍率がとても高く厳しいという現状がある。こうした事情から、特に2月生まれ以降の早生まれをもつ保護者は、いわゆる「保活」（復職などのために子どもを保育園に預けるための準備）に不利となっている。
扶養控除や児童手当に関しても、早生まれの子どもをもつ保護者は制度上の問題から経済的損失を被っている。扶養控除は、16歳以上の子どもをもつ親が受けることができるが、16歳以上かどうかは年末（12月31日）時点の年齢で判断されるため、1月2日以降に生まれた子どもをもつ親の場合、扶養控除を受ける年が他の同学年の子どもをもつ親と比べて1年遅れる。その後、子どもが就職すれば扶養親族に該当しなくなり、扶養控除を受けることができなくなるが、日本では新卒一括採用の文化があり、就職のタイミングは通常早生まれの子どももそうでない子どもも同じであるため、結局、早生まれの子どもを持つ親は扶養控除を受けることができる年が他の同学年の子どもをもつ親と比べて1年少なくなることになる。
一方、児童手当は、申請を行なった月の翌月分から支給されるため、申請が遅延しない限り、子どもが生まれた月の翌月分から支給を受けることができる。そのため、児童手当の支給が始まるタイミングは、実質的には子どもの誕生日が基準となる。それにもかかわらず、児童手当の支給が終わるのは子どもが中学校を卒業する時までであり、誕生日が基準とはなっていない。そのため、4月生まれの子どもをもつ親と3月生まれの子どもをもつ親とでは、児童手当の支給期間が約1年も違ってくることになる。

## 各国の対策

### 諸外国における対策
相対年齢効果の存在が学術的な研究により実証されていることから、既に多くの国や地域において、相対年齢効果による格差の是正のために政策的な対策が行われている。
多くの先進国では、子どもが学校に入学できる最低年齢（学齢）に達したとしても、子どもの発達状況に応じて、早生まれの子どもがまだ学校に入学するのが適切ではないと親や保護者が考える場合、入学年度を1年延期することができるなど、ある程度柔軟な対応が可能となっており、日本のような厳格な学年制をとっている国は多くない。これによって、早生まれの子どもは同年代の子どもと比べて発達が遅れている状態で学校に行くことを強いられず、不利な環境に置かれるリスクが減ることになる。
例えば、米国にはレッド・シャツ（Redshirt）と呼ばれる慣行・制度がある。レッド・シャツは、もともとは大学スポーツにおいて早生まれの学生アスリートなどが運動能力やスポーツの技能などを伸ばしてから公式試合に参加するために、あえて留年し1年間公式試合に参加しない期間を作ることで、公式試合への参加資格を延長することを意味する言葉であったが、現在では、早生まれの子どもなどが学校に入学するのに適したレベルまで発達するのを待つために、入学年度を延期することをも意味する言葉となっている。米国では多くの州・地域において親が子どもの入学年度を延期することが可能であるが、1968年にはレッド・シャツを行う子どもはわずか4％であったのに対して、相対年齢効果の問題が社会的に知られるようになるにつれその割合が増加していき、2005年には16％の子どもがレッド・シャツを行っていた。
ただし、子どもの入学年度を1年延期するということは、子どもが社会に出るまでにかかる養育費が1年分余計にかかるということでもあるため、経済的に恵まれない家庭がそのような選択を行うことは容易ではなく、比較的経済力のある家庭ほど入学年度を延期する選択を行う傾向にある。それはすなわち、経済力のある家庭の子どもは相対年齢効果によるリスクなどを回避でき、経済力のない家庭の子供は相対年齢効果によるリスクなどを回避できないということであるため、相対年齢効果による格差の是正はある程度実現できる代わりに、家庭環境による教育格差はより拡大するという事態を招くことにもつながりかねないという指摘もある。

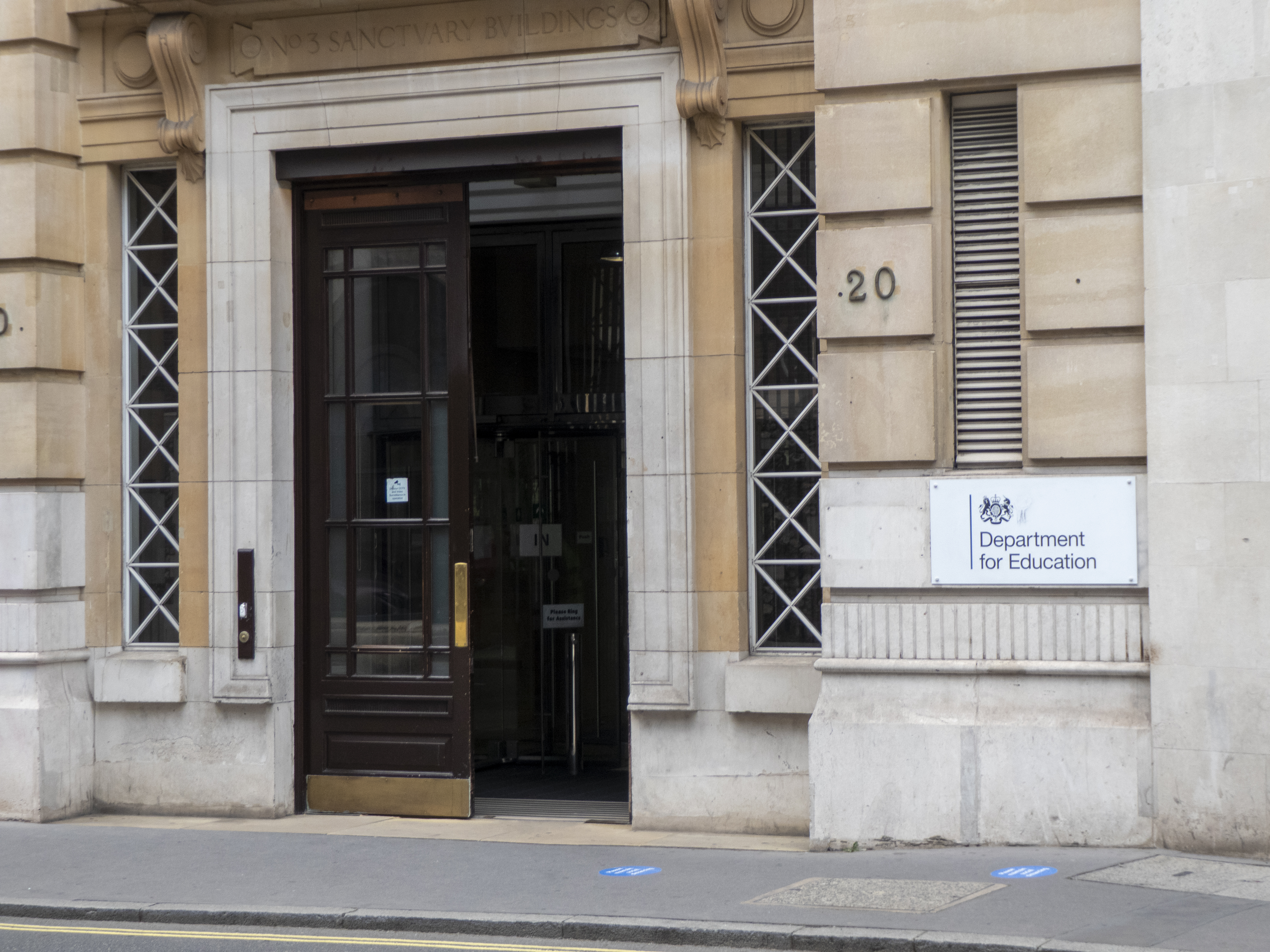
ロンドンのグレート・スミス街にある英教育省のオフィス

一方、イギリスは日本と同じく厳格な学年制をとっている珍しい国の1つであるが、それゆえに、早生まれの子どもが入学年度を1年延期する制度が十分に整備されておらず、相対年齢効果が社会問題となっている。イギリスでは切り替え日が9月1日なので夏生まれの子どもが早生まれとなり、同国では早生まれの子どもはサマー・ボーン・チルドレン（summer-born children）などとも呼ばれる。2007年には、政府が相対年齢効果の対策に乗り出すことを表明し、2013年7月には教育省が4月から8月にかけて生まれた早生まれの子どもに対する対応についてのガイドラインを策定した。
同ガイドラインなどでは、早生まれの子どもをもつ親は、子どもの入学年度を1年延期させることができるとしているが、実際には、そのような権利は十分に保障されていない。イギリスの小学校では、子どもが学校に慣れるための準備期間を設けるため、1年生が始まる前に、レセプション・クラス（Reception Class）という学年が1年あるが、早生まれの子どもが入学年度を1年延期し、翌年に入学した場合、1年生クラスではなくレセプション・クラスに入るためには、学校当局にその旨を申請をし、許可を受ける必要がある。このような申請はしばしば却下されることがある。それは、すなわち、教育カリキュラムが1年分飛ばされるということを意味し、早生まれの子どもの権利や利益を不当に制限していると批判されている。
こうした現状を変えるべく、2013年頃に、早生まれの子どもをもつ作家兼ジャーナリストのPauline Hullが「サマー・ボーン・キャンペーン」（Summer Born Campaign）を設立し、早生まれの子どもが入学年度を1年延期し、翌年に入学した場合にも、他の子どもと同じようにレセプション・クラスに入り、本来の教育カリキュラムを受けられるよう訴える社会運動を行っている。同キャンペーンには一部の国会議員も賛同し、議会において活動を行っている。そのような中、2015年9月には、教育省の学校担当大臣（Minister of State for Schools）であるNick Gibbが、早生まれの子どもが入学年度を1年延期し、翌年に入学した場合には、学校当局の許可なくレセプション・クラスに入ることができるように制度改正を行うとの声明を出した。しかし、このような改正は2023年現在に至るまで行われていない。

### 日本における対策
日本では、厳格な学年制をとっており、学校への就学を猶予あるいは免除する制度は存在するものの、制度を利用するには、その子どもが病弱や発育不全などのやむを得ない理由で就学困難であると市町村の教育委員会によって認められる必要がある。日本では義務教育における留年・飛び級などの文化はなく、入学のタイミングを遅らせることに対する社会的な理解が得られず偏見もあることから、2016年の時点で6歳から11歳までの児童で就学を猶予されている者はわずか769人にとどまり、同制度は実質的にほとんど適用されていないのが実態である。したがって、日本で早生まれの子どもが入学を1年延期することは特殊な事情がない限り現実的には不可能に近い。
そのほか、政府レベル・行政レベルとしては相対年齢効果に対する対策はほとんど行われていないのが現状であるが、一部の自治体や公立学校が独自に対策を講じている例もある。例えば、兵庫県尼崎市は、教育分野における「証拠に基づく政策」を推進するため、2017年4月に外部から研究者を招き、教育に関する研究を行う「尼崎市学びと育ち研究所」を設置し、同研究所において相対年齢効果に関する研究を進めている。その研究の一環として、市内の小中学生を対象に実施した調査などの行政データを用いた検証においても相対年齢効果の存在が確認されたことから、市は2019年5月から市内の一部の公立小学校の1年生クラスにおいて、早生まれ児童の座席を教室内の前方に指定することによって、教師との関わりを増やし早生まれ児童へのケアを向上させる試みを行った。また、岐阜市立三輪南小学校や相模原市立横山小学校などでは、入学後の一定期間、誕生月順にクラス分けを行う学級編成を行っている。
民間においても、一部の私立学校が早生まれ児童に配慮した取り組みを行っている。例えば、慶應義塾幼稚舎では、入試において発達の遅れている早生まれの子どもが不利にならないように、誕生月に応じて合格者の枠を設けている。学校法人玉川学園は、小学部1年生のクラスにおいて、早生まれの子どもに配慮し、極力誕生日の近い子ども同士が同じクラスになるよう、誕生日順にクラス分けをしている。

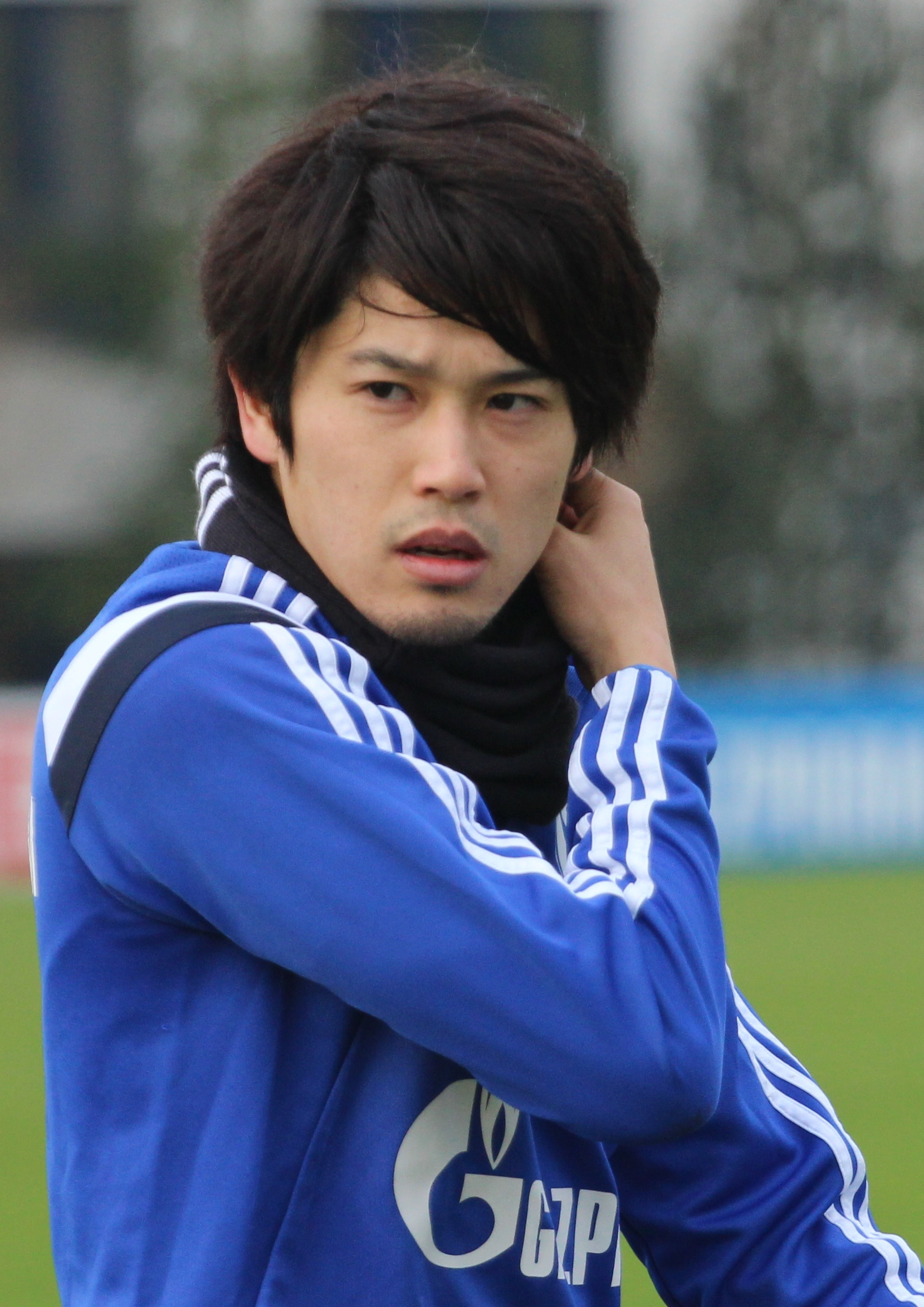
元サッカー日本代表の内田篤人選手。3月27日生まれであり、同学年の中では相対年齢が極めて低い早生まれであったが、日本サッカー協会が実施する「早生まれセレクション」においてその才能を見出された。

スポーツ分野においては、各競技団体が早生まれの選手に配慮した取り組みを行う例もある。例えば、日本サッカー協会（JFA）は、日本代表候補の選考会などにおいて、才能ある早生まれの学生を見つけるため、早生まれの学生に配慮した「早生まれセレクション」を実施したことがある。日本陸上競技連盟（JAAF）は、U18日本陸上競技選手権大会などの出場資格について、競技上の切り替え日を1月1日としており、早生まれの選手に配慮した取扱いをしているほか、相対年齢効果に配慮した選手育成を行うべきであるとの方針を公表し、全国の陸上競技選手及びその指導者や保護者に対する提言を行っている。